# Luperina kruegeri
Luperina kruegeri är en fjärilsart som beskrevs av Turati 1912. Luperina kruegeri ingår i släktet Luperina och familjen nattflyn. Inga underarter finns listade i Catalogue of Life.